# 八代市立坂本中学校
八代市立坂本中学校（やつしろしりつ さかもとちゅうがっこう）は、熊本県八代市坂本町荒瀬にある市立の中学校。

## 概要
歴史
1975年（昭和50年）に当時八代郡坂本村内の中学校3校（松陵・上松・百済来）の統合により開校。現校名となったのは2005年（平成17年）。2025年（令和7年）に創立50周年を迎えた。
校訓
「創造・誠実・鍛錬」
校章・校歌
通学区域
八代市立八竜小学校区。

## 沿革
旧・松陵中学校
- 1947年（昭和22年）
  - 4月 - 学制改革により、生名子に「下松求麻村立下松中学校」が創立。分校3校（深水・西部・鮎帰）が設置される。
  - 4月23日 - 下松求麻村立中谷小学校で開校式を挙行。
    - 深水分校（下松求麻村立深水小学校に併設）
    - 西部分校（下松求麻村立西部小学校に併設）
    - 鮎帰分校（下松求麻村立鮎帰小学校に併設）
- 1949年（昭和24年）5月 - 深水分校、上深水の仮校舎が完成し移転を完了。
- 1951年（昭和26年）5月 - 深水小学校の新校舎完成・移転により、旧校舎が深水分校の独立校舎となる。
- 1952年（昭和27年）2月26日 - 西部分校と鮎帰分校を廃止。早水山に完成した新校舎に移転を完了。
- 1954年（昭和29年）3月30日 - 隣村の下松求麻村の一部を含め「上下松求麻村組合立上松中学校」と改称。
- 1955年（昭和30年）8月1日 -「上下松求麻村組合立松陵中学校」と改称。
- 1961年（昭和36年）4月1日 - 3村合併により、「坂本村」が発足。「坂本村立松陵中学校」（最終名）に改称。
- 1975年（昭和50年）3月31日 - 坂本村立坂本中学校への統合により閉校。28年の歴史に幕を閉じた。深水分校も同時に閉校。
  - 最終所在地（松陵中学校）- 熊本県八代郡坂本村中谷10791番地
  - 最終所在地（深水分校）- 熊本県八代郡坂本村深水1543番地

旧・上松中学校
- 1947年（昭和22年）4月 - 学制改革により、「上松求麻村立上松中学校」が創立。上松求麻村立藤本小学校に併設される。開校式を挙行。
  - 中津道分校を設置（上松求麻村立中津道小学校に併設）。
- 1953年（昭和28年）9月 - 中津道分校の新校舎が完成し移転を完了。
- 1955年（昭和30年）1月 - 大門に独立校舎が完成、移転を完了。
- 1961年（昭和36年）4月1日 - 3村合併により「坂本村」が発足。「坂本村立上松中学校」（最終名）に改称。
- 1962年（昭和37年）4月 - 球磨村立神瀬中学校から川島地区の生徒を受け入れる。
- 1975年（昭和50年）3月31日 - 坂本村立坂本中学校への統合により閉校。28年の歴史に幕を閉じた。
  - 最終所在地（上松中学校）- 熊本県八代郡坂本村葉木3900番地
  - 最終所在地（中津道分校）- 熊本県八代郡坂本村中津道625番地

旧・百済来中学校（くだらぎ）
- 1947年（昭和22年）
  - 4月14日 - 学制改革により、「百済来村立百済来中学校」が創立。百済来村役場の2階において開校式および始業式を挙行。当分の間、役場の2階および農協等を借りて授業を行う。
- 1948年（昭和23年）12月31日 - 中畑に新校舎が完成し移転を完了。
- 1961年（昭和36年）4月1日 - 3村合併により「坂本村」が発足。「坂本村立百済来中学校」（最終名）に改称。
- 1975年（昭和50年）3月31日 - 坂本村立坂本中学校への統合により閉校。28年の歴史に幕を閉じた。
  - 最終所在地（百済来中学校）- 熊本県八代郡坂本村田上150番地

統合・坂本中学校
- 1975年（昭和50年）4月1日 - 上記中学校3校（松陵・上松・百済来）を統合の上、「坂本村立坂本中学校」が開校。
- 2005年（平成17年）8月1日 - 八代市との合併により、「八代市立坂本中学校」（現校名）と改称。
- 2006年（平成18年）3月 - 校舎の改築工事が完了。
- 2009年（平成21年）10月 - 体育館の改修工事が完了。
  - 所在地（坂本中学校）- 熊本県八代市坂本町荒瀬6544番地

## 著名な出身者
- 福島由紀 - バドミントン選手

## 交通アクセス
最寄りの鉄道駅
- JR九州 肥薩線 「坂本駅」から徒歩18分

## 周辺
- 八代市立八竜小学校